# My Indigo (album)
My Indigo je debutové studiové album sólového projektu My Indigo nizozemské zpěvačky Sharon den Adel. Vydáno bylo 20. dubna 2018 prostřednictvím vydavatelství Sony BMG. Autorkou všech písní je sama zpěvačka, která se prací na albu dle vlastních slov vyrovnávala s rodinou krizí.

## Seznam skladeb
| Pořadí | Název               | Délka |
| ------ | ------------------- | ----- |
| 1.     | My Indigo           | 3:26  |
| 2.     | Crash and Burn      | 4:38  |
| 3.     | Out of the Darkness | 3:57  |
| 4.     | Indian Summer       | 2:50  |
| 5.     | Black Velvet Sun    | 3:30  |
| 6.     | Where Is My Love    | 4:29  |
| 7.     | Someone Like You    | 3:21  |
| 8.     | Star Crossed Lovers | 3:06  |
| 9.     | Lesson Learned      | 3:52  |
| 10.    | Safe and Sound      | 5:41  |